# Okupuj Wall Street
Okupuj Wall Street (ang. Occupy Wall Street) – seria demonstracji o charakterze okupacyjnym, rozpoczętych 17 września 2011 roku w Zuccotti Park w Nowym Jorku. Protesty zostały zainicjowane m.in. przez kanadyjską grupę aktywistów z organizacji AdBusters.

Solidaryca na plakacie „99% razem” promującym Okupuj Wall Street

Uczestnicy, nazywający siebie „99 procentami” (ang. „99 percenters”), protestowali głównie przeciwko nierównościom społecznym, chciwości korporacji, banków oraz przeciwko nadmiernemu wpływowi bankierów, menedżerów wielkich korporacji i lobbystów na rząd.